# Clifford Shull
Clifford Glenwood Shull (ur. 23 września 1915 w Pittsburghu, zm. 31 marca 2001 w Medford) – amerykański fizyk związany z Massachusetts Institute of Technology, noblista.
Studiował na Carnegie Institute of Technology (w 1937 roku uzyskał stopień B.SC) oraz na New York University, gdzie w 1941 uzyskał stopień doktora. W latach 1946–1955 pracował w Oak Ridge National Laboratory, w zespole Ernesta Wollana, zajmującym się rozwijaniem technik dyfrakcji neutronów. OD 1955 roku do przejścia na emeryturę w 1986 roku, pracował w Massachusetts Institute of Technology.
W roku 1994 otrzymał, wraz z Bertramem Brockhousem, Nagrodę Nobla w dziedzinie fizyki za pionierski wkład do rozwoju technik rozpraszania neutronów dla badań materii skondensowanej.